# HEXACO-Modell

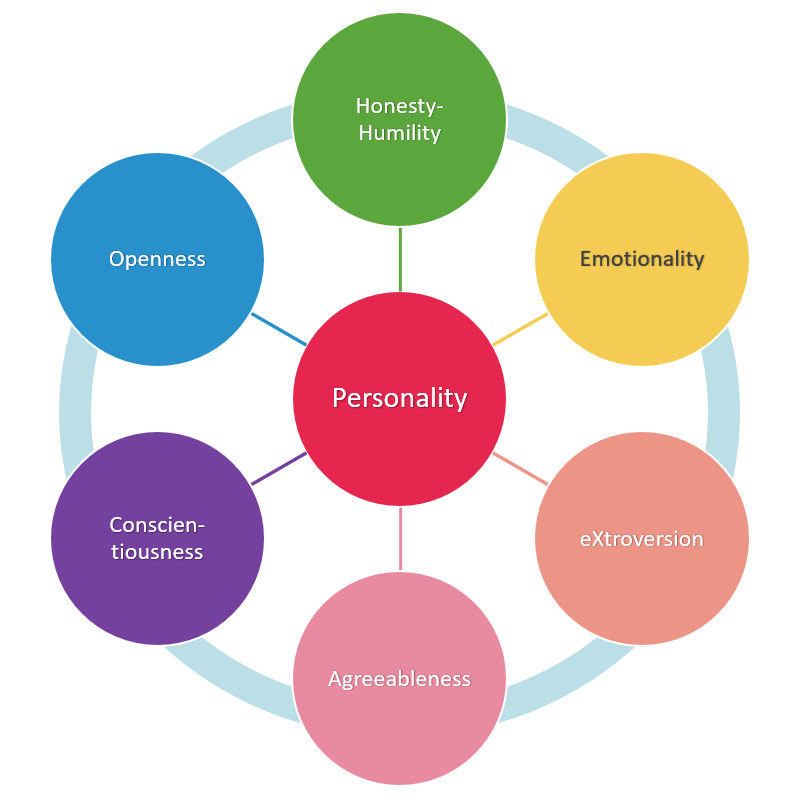
Das HEXACO-Modell der Persönlichkeitsstruktur

Das HEXACO-Modell der Persönlichkeitsstruktur ist ein sechsdimensionales Modell der menschlichen Persönlichkeit, das von Ashton und Lee erstellt und in ihrem Buch "The H Factor of Personality" auf der Grundlage von Erkenntnissen aus einer Reihe von lexikalischen Studien mit mehreren europäischen und asiatischen Sprachen erläutert wurde.
Zu den sechs Faktoren oder Dimensionen gehören:
- Honesty-Humility (H) – Ehrlichkeit-Bescheidenheit
- Emotionality (E) – Emotionalität
- Extraversion (X) – Extraversion
- Agreeableness (A) – Verträglichkeit
- Conscientiousness (C) – Gewissenhaftigkeit
- Openness to Experience (O) – Offenheit für Erfahrungen.

Jeder Faktor setzt sich aus Merkmalen zusammen, deren Ausprägungen auf hohe und niedrige Werte des Faktors hinweisen. Das HEXACO-Modell wurde mit ähnlichen Methoden wie andere Trait-Taxonomien entwickelt und baut auf der Arbeit von Costa und McCraes Fünf-Faktoren-Modells der Persönlichkeitspsychologie (Big Five) auf. Eine wesentliche Erweiterung des HEXACO-Modell ist jedoch die Hinzunahme der Dimension Ehrlichkeit-Bescheidenheit.

## Belege
1. ↑  K. Lee, M. C. Ashton: The H factor of personality: Why some people are manipulative, self-entitled, materialistic, and exploitive—and why it matters for everyone. Wilfrid Laurier University Press, 2012.